# 리키 레이크
리키 레이크(Ricki Lake, 1968년 9월 21일 ~ )는 미국의 배우이자 텔레비전 진행자이다.

## 출연 작품
- 제미니 (2017)
- 나는 여신이다 (2013)
- 러빙 레아 (2009)
- 비즈니스 오브 비잉 본 (2008)
- 헤어스프레이 (2007)
- 파크 (2006)
- 더티 쉐임 (2004)
- 세실 B. 디멘티드 (2000)
- 킹 오브 퀸즈 (1998)
- 사랑이라면 이들처럼 (1996)
- 시리얼 맘 (1994)
- 못말리는 초보 선원 (1994)
- 스킨너 (1993)
- 인사이드 몽키 제터랜드 (1992)
- 흔들리는 영웅 (1992)
- 탈주자(영어판) (1991)
- 사랑의 눈물 (1990)
- 베이비케이크 (1989)
- 마피아(영어판) (1989)
- 브룩클린으로 가는 마지막 비상구 (1989)
- 헤어스프레이 (1988)
- 인 클로울 (1988)